# Empenthrin
Empenthrin (auch unter dem Namen Vaporthrin bekannt) ist ein synthetisches Pyrethroid, welches vor allem als Insektizid zum Einsatz kommt. Es wird vor allem wegen seiner Effektivität gegen ein breites Spektrum an fliegenden Insekten (einschließlich Motten und andere textilschädigende Haushaltsschädlinge) genutzt.
Es weist eine geringe Toxizität für Säugetiere auf. Dabei liegt die orale LD50 bei über 5000 mg/kg für männliche Ratten, über 3500 mg/kg für weibliche Ratten und über 3500 mg/kg für Mäuse. Es ist allerdings (trotz seiner schlechten Wasserlöslichkeit) hochgradig schädlich für Fische und andere Wasserorganismen (96-Stunden LC50 für Oncorhynchus mykiss liegt bei 1,7 μg/L, 48-Stunden EC50 für Daphnia magna liegt bei 20 μg/L).

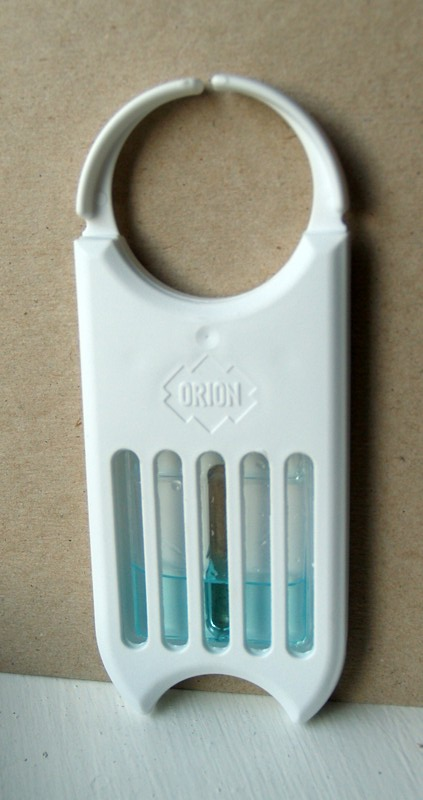
Empenthrin-Hänger gegen Kleidermotten